# The Abbey, Sutton Courtenay
The Abbey, Sutton Courtenay ist ein mittelalterliches Hofhaus in Sutton Courtenay in der englischen Grafschaft Oxfordshire (früher Berkshire). Es befindet sich im Vale of White Horse District nahe der Themse, gegenüber einer normannischen Halle aus dem zwölften Jahrhundert und einer Manor. The Abbey wurde vom englischen Historic England von außerordentlichem historischem und architektonischem Wert bezeichnet. Es wird als Lehrbuchbeispiel englischer Herrenhäuser gesehen und ist als Grade-I-Denkmal klassifiziert.
The Abbey hat ihren Ursprung im 13. Jahrhundert als Pfarrhaus der Abingdon Abbey, einem Benediktinerkloster im Norden von Abingdon-on-Thames. Während des Mittelalters fanden mehrere Bauphasen statt, die von prominenten Persönlichkeiten wie Solomon von Rochester, Thomas Beckington und William Say durchgeführt wurden, aber erst im 17. Jahrhundert wurde das aktuelle Gebäude fertiggestellt. Es erhielt wahrscheinlich während des Viktorianischen Zeitalters den Namen „The Abbey“. Von 1495 bis 1867 war The Abbey im Besitz der St George’s Chapel (Windsor Castle), die das Anwesen unter anderem an John Fettiplace verpachtete.
Nachdem das Anwesen von Evelyn St. Croix Fleming bewohnt worden war, wurde es 1958 von David Astor gekauft, der es an das Ockenden Venture verpachtete, das Flüchtlingen und vertriebenen Kindern Schutz bot. In den 1970er Jahren wurde The Abbey an den im Exil lebenden Bischof Colin Winter verliehen, um das Namibia International Peace Centre zu beherbergen. Der Dalai Lama besuchte das Haus 1973. 1978 verkaufte die Familie Astor das Haus, und 1980 gelangte es in den Besitz des New Era Centre, einer gemeinnützigen Organisation unter der Leitung von Dr. Fred Blum und Bischof Stephen Verney. Das New Era Centre nutzte The Abbey als spirituelles Rückzugs- und Konferenzzentrum und änderte seinen Namen in den 1990er Jahren in The Abbey, Sutton Courtenay.
The Abbey, Sutton Courtenay ist ein Wohnzentrum, in dem eine spirituelle Gemeinschaft Menschen Gastfreundschaft bietet, die persönliches Wachstum, spirituelle Erfrischung und Heilung suchen. The Abbey bietet auch ein Veranstaltungsprogramm für die Öffentlichkeit in den Bereichen Spiritualität, persönliche Entwicklung, Bildung sowie Musik und Kunst an.

## Galerie

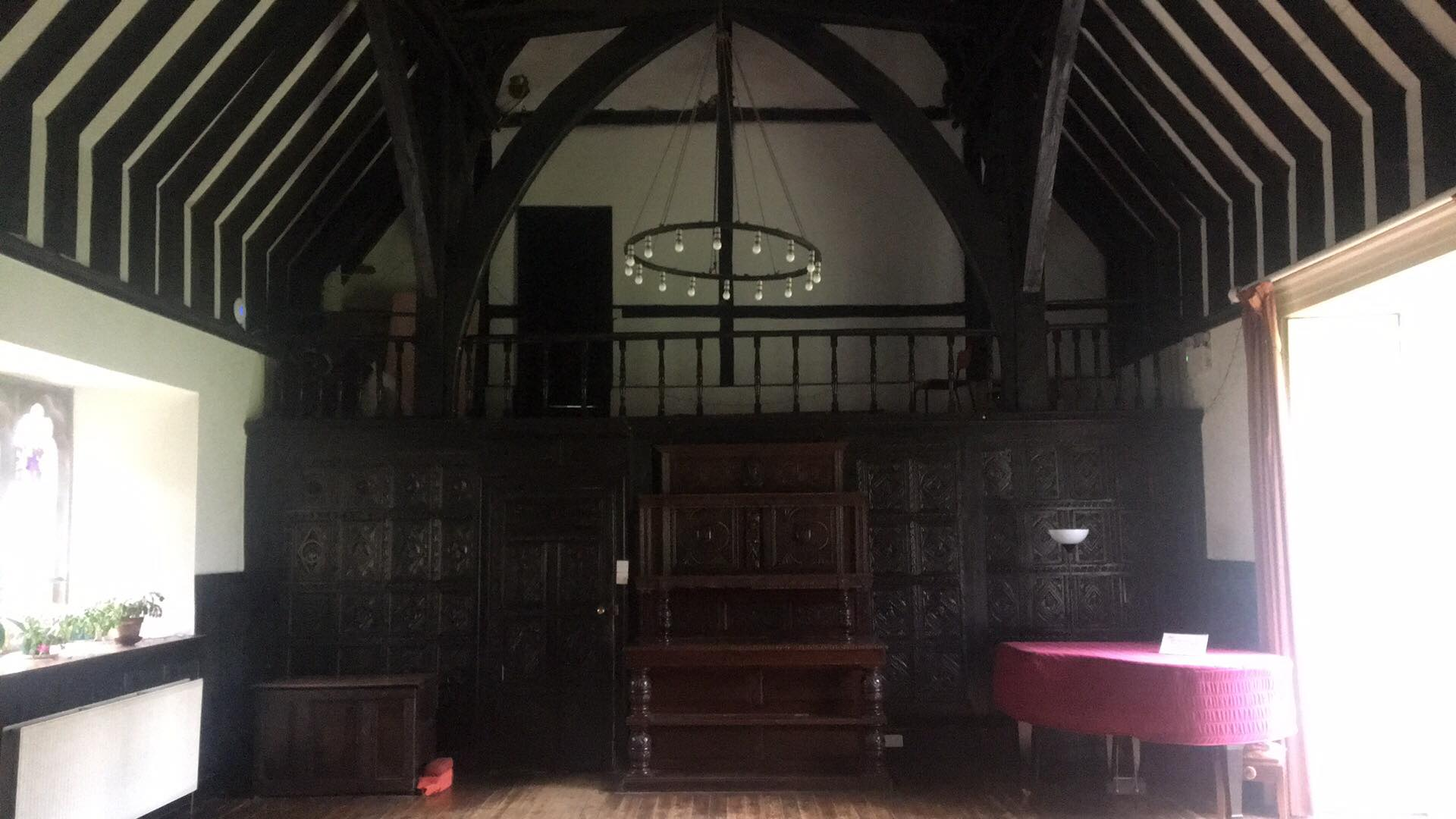
Der Rittersaal
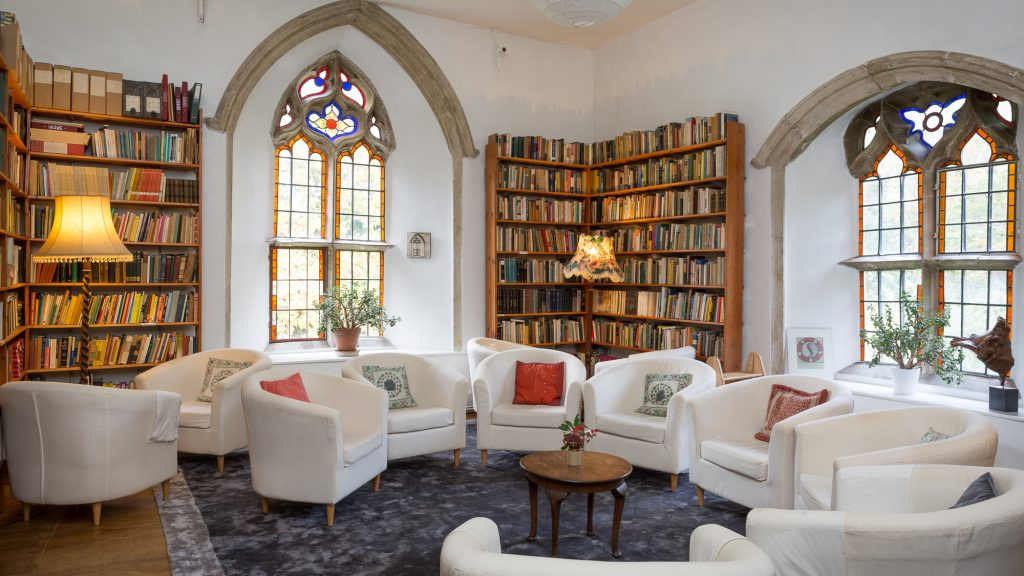
Die Bibliothek
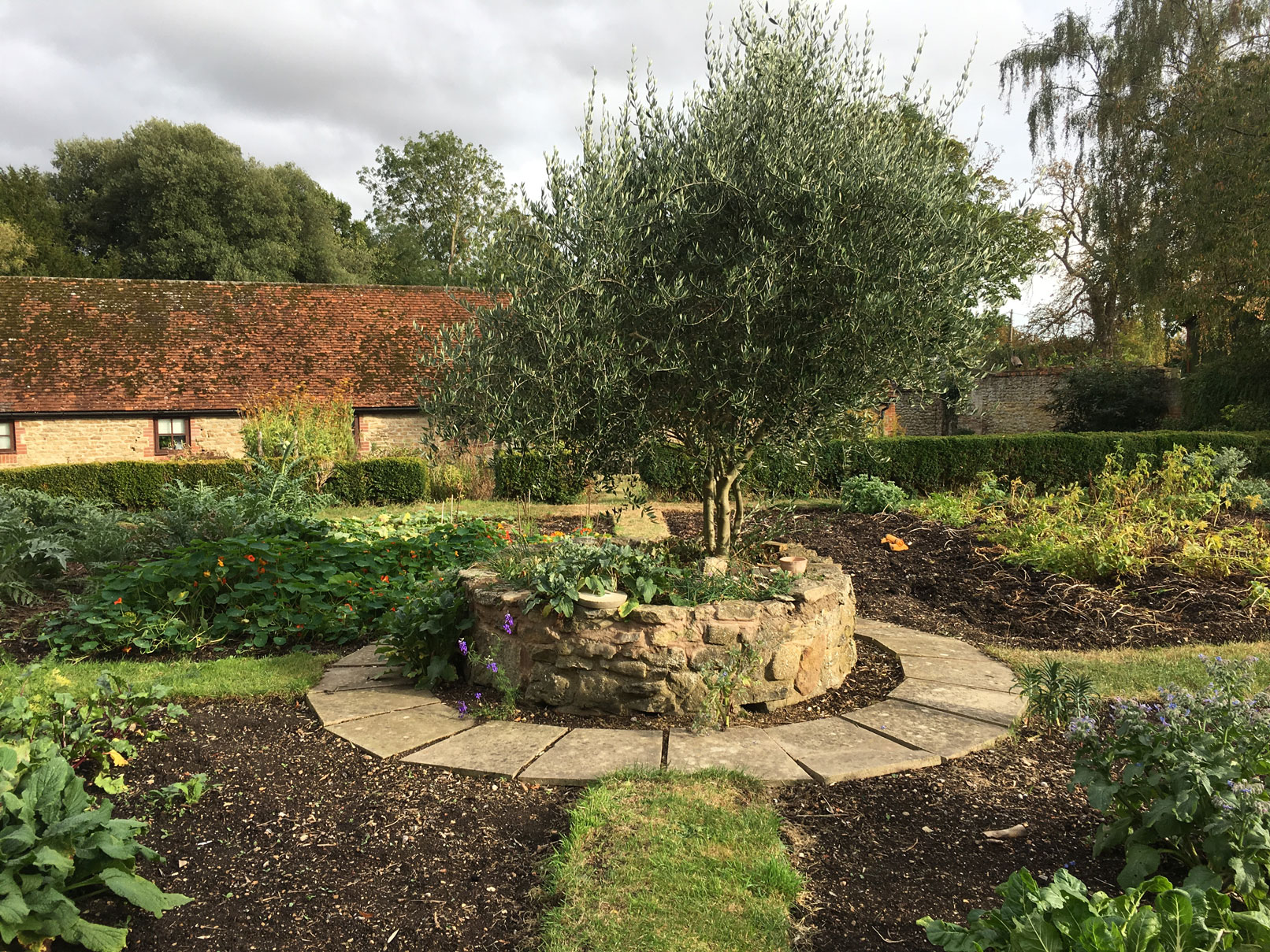
Der Garten
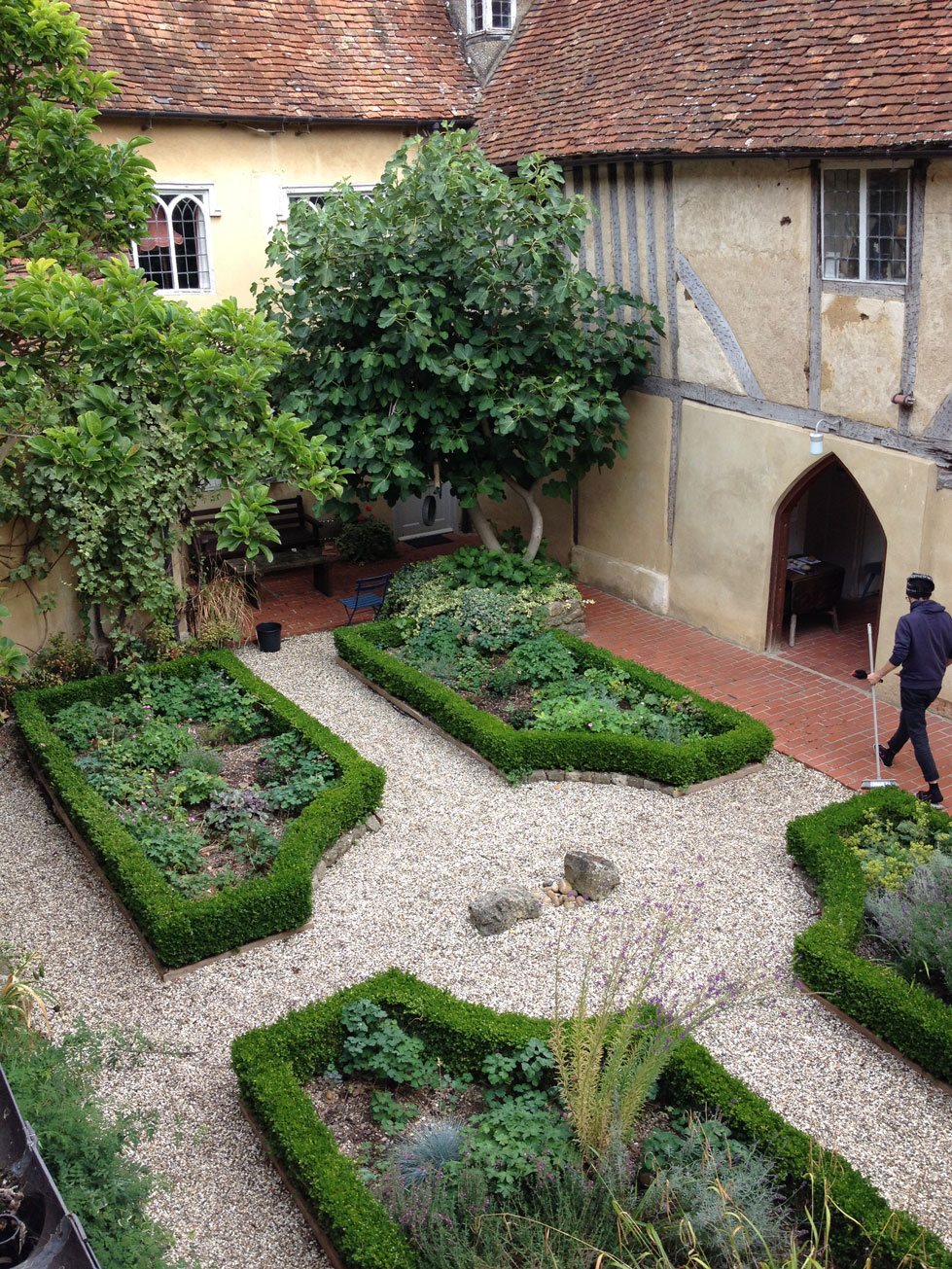
Der Hof
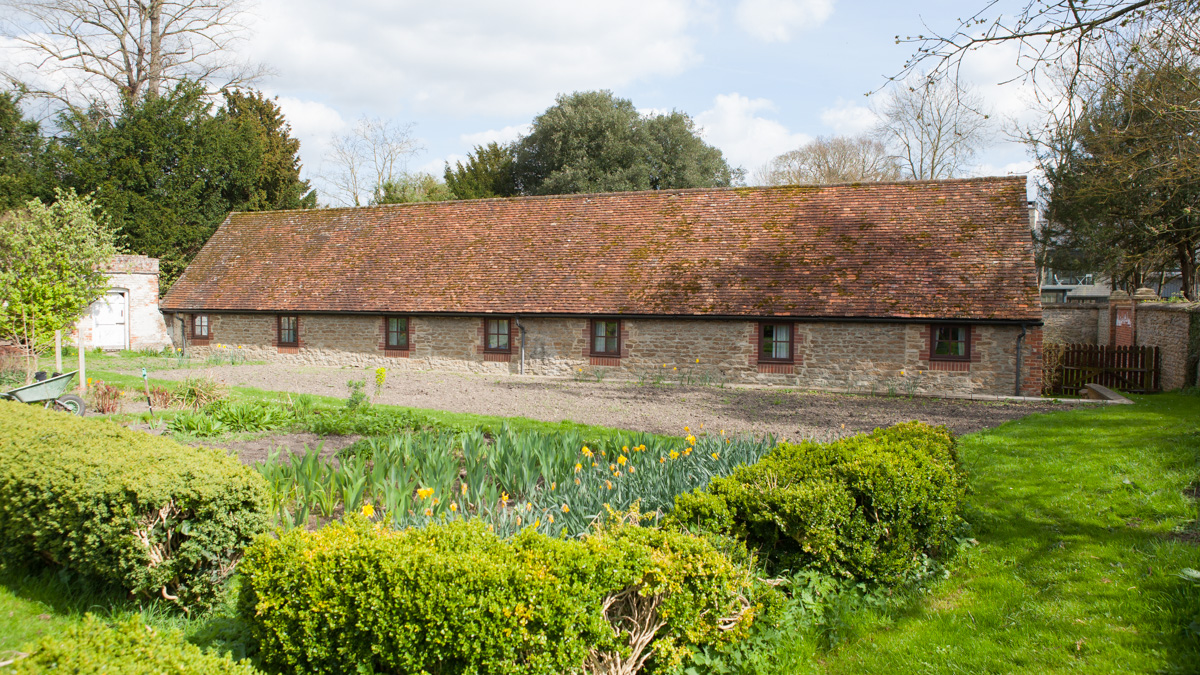
Das Gästehaus